# Gand-Wevelgem 1954
 (novembre 2021).
La 16e édition de Gand-Wevelgem a eu lieu le 28 mars 1954. La course est remportée par le Suisse Rolf Graf (Fiorelli) qui parcourt les 235 kilomètres en 6 h 32 min 0 s. C'est la première victoire dans cette course d'un coureur non belge.
212 coureurs ont pris le départ et 51 ont terminé la course.

## Classement final
| Place | Coureur          | Équipe             | Temps           |
| ----- | ---------------- | ------------------ | --------------- |
| 1     | Rolf Graf        | Fiorelli           | 6 h 32 min 00 s |
| 2     | Ferdi Kübler     | Fiorelli           | à 10 s          |
| 3     | Ernest Sterckx   | Peugeot-Dunlop     | m.t.            |
| 4     | Marcel Rijckaert | Mercier-Hutchinson | m.t.            |
| 5     | Leon Van Daele   | Bertin             | m.t.            |
| 6     | René Mertens     | Groene Leeuw       | m.t.            |
| 7     | Germain Derijcke | Alcyon-Dunlop      | m.t.            |
| 8     | Marcel Hendrickx | Arbos              | m.t.            |
| 9     | Maurice Blomme   | Bertin             | m.t.            |
| 10    | André Pieters    | Devos Sport        | m.t.            |